# Leeswood
Leeswood är en ort i Storbritannien.   Den ligger i kommunen Flintshire och riksdelen Wales, i den södra delen av landet, 270 km nordväst om huvudstaden London. Leeswood ligger 163 meter över havet och antalet invånare är 2 243.
Terrängen runt Leeswood är platt norrut, men söderut är den kuperad. Runt Leeswood är det ganska tätbefolkat, med 60 invånare per kvadratkilometer. Närmaste större samhälle är Chester, 14,9 km öster om Leeswood. Trakten runt Leeswood består i huvudsak av gräsmarker.